# Danh sách loài nhện trong họ Tetrablemmidae
Đây là danh sách các loài nhện trong họ Tetrablemmidae.

## Ablemma
Ablemma Roewer, 1963
- Ablemma aiyura Shear, 1978
- Ablemma baso Roewer, 1963
- Ablemma berryi Shear, 1978
- Ablemma circumspectans Deeleman-Reinhold, 1980
- Ablemma datahu Lehtinen, 1981
- Ablemma erna Lehtinen, 1981
- Ablemma girinumu Lehtinen, 1981
- Ablemma gombakense Wunderlich, 1995
- Ablemma kaindi Lehtinen, 1981
  - Ablemma kaindi avios Lehtinen, 1981
- Ablemma lempake Lehtinen, 1981
- Ablemma makiling Lehtinen, 1981
- Ablemma merotai Lehtinen, 1981
- Ablemma prominens Tong & Li, 2008
- Ablemma pugnax (Brignoli, 1973)
- Ablemma rarosae Lehtinen, 1981
- Ablemma ruohomaekii Lehtinen, 1981
- Ablemma samarinda Lehtinen, 1981
- Ablemma sedgwicki Shear, 1978
- Ablemma shimojanai (Komatsu, 1968)
- Ablemma singalang Lehtinen, 1981
- Ablemma sternofoveatum Lehtinen, 1981
- Ablemma syahdani Lehtinen, 1981
- Ablemma unicornis Burger, 2008

## Afroblemma
Afroblemma Lehtinen, 1981
- Afroblemma thorelli (Brignoli, 1974)
  - Afroblemma thorelli maniema Lehtinen, 1981

## Anansia
Anansia Lehtinen, 1981
- Anansia astaroth (Brignoli, 1974)

## Bacillemma
Bacillemma Deeleman-Reinhold, 1993
- Bacillemma leclerci Deeleman-Reinhold, 1993

## Borneomma
Borneomma Deeleman-Reinhold, 1980
- Borneomma roberti Deeleman-Reinhold, 1980
- Borneomma yuata Lehtinen, 1981

## Brignoliella
Brignoliella Shear, 1978
- Brignoliella acuminata (Simon, 1889)
- Brignoliella beattyi Shear, 1978
- Brignoliella besuchetiana Bourne, 1980
- Brignoliella bicornis (Simon, 1893)
- Brignoliella caligiformis Tong & Li, 2008
- Brignoliella carmen Lehtinen, 1981
- Brignoliella dankobiensis Bourne, 1980
- Brignoliella delphina Deeleman-Reinhold, 1980
- Brignoliella klabati Lehtinen, 1981
- Brignoliella leletina Bourne, 1980
- Brignoliella maoganensis Tong & Li, 2008
- Brignoliella maros Lehtinen, 1981
- Brignoliella martensi (Brignoli, 1972)
- Brignoliella massai Lehtinen, 1981
- Brignoliella michaeli Lehtinen, 1981
- Brignoliella quadricornis (Roewer, 1963)
- Brignoliella ratnapura Shear, 1988
- Brignoliella sarawak Shear, 1978
- Brignoliella scrobiculata (Simon, 1893)
- Brignoliella trifida Lehtinen, 1981
- Brignoliella vitiensis Lehtinen, 1981
- Brignoliella vulgaris Lehtinen, 1981

## Caraimatta
Caraimatta Lehtinen, 1981
- Caraimatta blandini Lehtinen, 1981
- Caraimatta cambridgei (Bryant, 1940)
- Caraimatta sbordonii (Brignoli, 1972)

## Choiroblemma
Choiroblemma Bourne, 1980
- Choiroblemma bengalense Bourne, 1980
- Choiroblemma rhinoxunum Bourne, 1980

## Cuangoblemma
Cuangoblemma Brignoli, 1974
- Cuangoblemma machadoi Brignoli, 1974

## Fallablemma
Fallablemma Shear, 1978
- Fallablemma castaneum (Marples, 1955)
- Fallablemma greenei Lehtinen, 1981

## Gunasekara
Gunasekara Lehtinen, 1981
- Gunasekara ramboda Lehtinen, 1981

## Hexablemma
Hexablemma Berland, 1920
- Hexablemma cataphractum Berland, 1920

## Indicoblemma
Indicoblemma Bourne, 1980
- Indicoblemma lannaianum Burger, 2005
- Indicoblemma monticola (Lehtinen, 1981)
- Indicoblemma sheari Bourne, 1980

## Lamania
Lamania Lehtinen, 1981
- Lamania bernhardi (Deeleman-Reinhold, 1980)
- Lamania gracilis Schwendinger, 1989
- Lamania inornata (Deeleman-Reinhold, 1980)
- Lamania kraui (Shear, 1978)
- Lamania nirmala Lehtinen, 1981
- Lamania sheari (Brignoli, 1980)

## Lehtinenia
Lehtinenia Tong & Li, 2008
- Lehtinenia bicornis Tong & Li, 2008
- Lehtinenia bisulcus Lin, Pham & Li, 2009

## Maijana
Maijana Lehtinen, 1981
- Maijana rackae Lehtinen, 1981

## Mariblemma
Mariblemma Lehtinen, 1981
- Mariblemma pandani (Brignoli, 1978)

## Matta
Matta Crosby, 1934
- Matta angelomachadoi Brescovit, 2005
- Matta hambletoni Crosby, 1934
- Matta mckenziei Shear, 1978

## Micromatta
Micromatta Lehtinen, 1981
- Micromatta atoma (Shear, 1978)

## Monoblemma
Monoblemma Gertsch, 1941
- Monoblemma becki Brignoli, 1978
- Monoblemma muchmorei Shear, 1978
- Monoblemma unicum Gertsch, 1941

## Paculla
Paculla Simon, 1887
- Paculla cameronensis Shear, 1978
- Paculla granulosa (Thorell, 1881)
- Paculla mului Bourne, 1981
- Paculla negara Shear, 1978
- Paculla sulaimani Lehtinen, 1981
- Paculla wanlessi Bourne, 1981

## Pahanga
Pahanga Shear, 1979
- Pahanga centenialis Lehtinen, 1981
- Pahanga diyaluma Lehtinen, 1981
- Pahanga dura Shear, 1979
- Pahanga lilisari Lehtinen, 1981

## Perania
Perania Thorell, 1890
- Perania armata (Thorell, 1890)
- Perania birmanica (Thorell, 1898)
- Perania cerastes Schwendinger, 1994
- Perania coryne Schwendinger, 1994
- Perania nasicornis Schwendinger, 1994
- Perania nasuta Schwendinger, 1989
- Perania nigra (Thorell, 1890)
- Perania picea (Thorell, 1890)
- Perania robusta Schwendinger, 1989
- Perania siamensis Schwendinger, 1994

## Rhinoblemma
Rhinoblemma Lehtinen, 1981
- Rhinoblemma unicorne (Roewer, 1963)

## Sabahya
Sabahya Deeleman-Reinhold, 1980
- Sabahya bispinosa Deeleman-Reinhold, 1980
- Sabahya kinabaluana Deeleman-Reinhold, 1980

## Shearella
Shearella Lehtinen, 1981
- Shearella browni (Shear, 1978)
- Shearella lilawati Lehtinen, 1981
- Shearella selvarani Lehtinen, 1981

## Singalangia
Singalangia Lehtinen, 1981
- Singalangia sternalis Lehtinen, 1981

## Singaporemma
Singaporemma Shear, 1978
- Singaporemma adjacens Lehtinen, 1981
- Singaporemma halongense Lehtinen, 1981
- Singaporemma singulare Shear, 1978

## Sulaimania
Sulaimania Lehtinen, 1981
- Sulaimania vigelandi Lehtinen, 1981

## Tetrablemma
Tetrablemma O. P.-Cambridge, 1873
- Tetrablemma alterum Roewer, 1963
- Tetrablemma benoiti (Brignoli, 1978)
- Tetrablemma brevidens Tong & Li, 2008
- Tetrablemma brignolii Lehtinen, 1981
- Tetrablemma deccanense (Tikader, 1976)
- Tetrablemma extorre Shear, 1978
- Tetrablemma helenense Benoit, 1977
- Tetrablemma loebli Bourne, 1980
- Tetrablemma magister Burger, 2008
- Tetrablemma manggarai Lehtinen, 1981
- Tetrablemma marawula Lehtinen, 1981
- Tetrablemma mardionoi Lehtinen, 1981
- Tetrablemma medioculatum O. P.-Cambridge, 1873
  - Tetrablemma medioculatum cochinense Lehtinen, 1981
  - Tetrablemma medioculatum gangeticum Lehtinen, 1981
- Tetrablemma okei Butler, 1932
- Tetrablemma phulchoki Lehtinen, 1981
- Tetrablemma rhinoceros (Brignoli, 1974)
- Tetrablemma samoense Marples, 1964
- Tetrablemma thamin Labarque & Grismado, 2009
- Tetrablemma viduum (Brignoli, 1974)
- Tetrablemma vietnamense Lehtinen, 1981